# Kent Huskins
Kent Huskins, född 4 maj 1979 i Almonte, Ontario, är en kanadensisk professionell ishockeyspelare som spelar för Philadelphia Flyers i NHL. Han har tidigare representerat Detroit Red Wings, St. Louis Blues, San Jose Sharks och Anaheim Ducks.
Huskins var med och vann Stanley Cup med Ducks säsongen 2006–07.